# Churchill in Halfshire
Churchill lub Churchill in Halfshire – wieś w Anglii, w hrabstwie Worcestershire, w dystrykcie Wyre Forest, w civil parish Churchill and Blakedown. Leży 26 km na północ od miasta Worcester i 173 km na północny zachód od Londynu. W 1931 wieś liczyła 201 mieszkańców. Churchill jest wspomniana w Domesday Book (1086) jako Corcehalle.